# Semaeopus asymphora
Semaeopus asymphora là một loài bướm đêm trong họ Geometridae.